# 維也納華爾滋
維也納華爾滋（Viennese Waltz）由于风行在奥地利首都维也纳，以得名。難能可貴的是，歷經數百年而舞風仍保持原有的風範。因节奏的快速，所以又称为“快速华尔兹”（Quick Waltz）即“快三步”舞。对应社交舞里面的快三步，是国标舞里面摩登舞的一种，舞曲配合较快的3/4拍音樂。維也納華爾滋和華爾滋都是起源于1780年代的維也納，经英国皇家舞蹈协会整理成为标准舞之一。 
主要的舞步是左轉（Reverse Turn），右轉（Natural Turn），原地左轉（Reverse Fleckerl），原地右轉（Natural Fleckerl）以及它們之間的交接步或用脚尖或脚跟旋转来代替迈步。美國維也納華爾滋（American Viennese Waltz）有更多的舞步，因為它允許閉合位置（closed position）以外的所有位置。维也纳华尔兹旋律流畅，节奏轻盈，充满朝气，显现出轻快、流利 、活泼、兴奋、也有深情感與羅曼性的风格特点。

## 重要作曲家
說到維也納華爾滋，就不能不提到老約翰·施特勞斯及小約翰·施特勞斯父子，此二人的作品幾乎是成了圓舞曲的代表作。
另外一位重要的維也納華爾滋作曲家則是約瑟夫·蘭納（Josef Lanner），此人和老約翰·施特勞斯是同時期的作曲家。

## 外部連結
1. 維也納華爾滋舞步 （页面存档备份，存于）